# Западно-романские языки

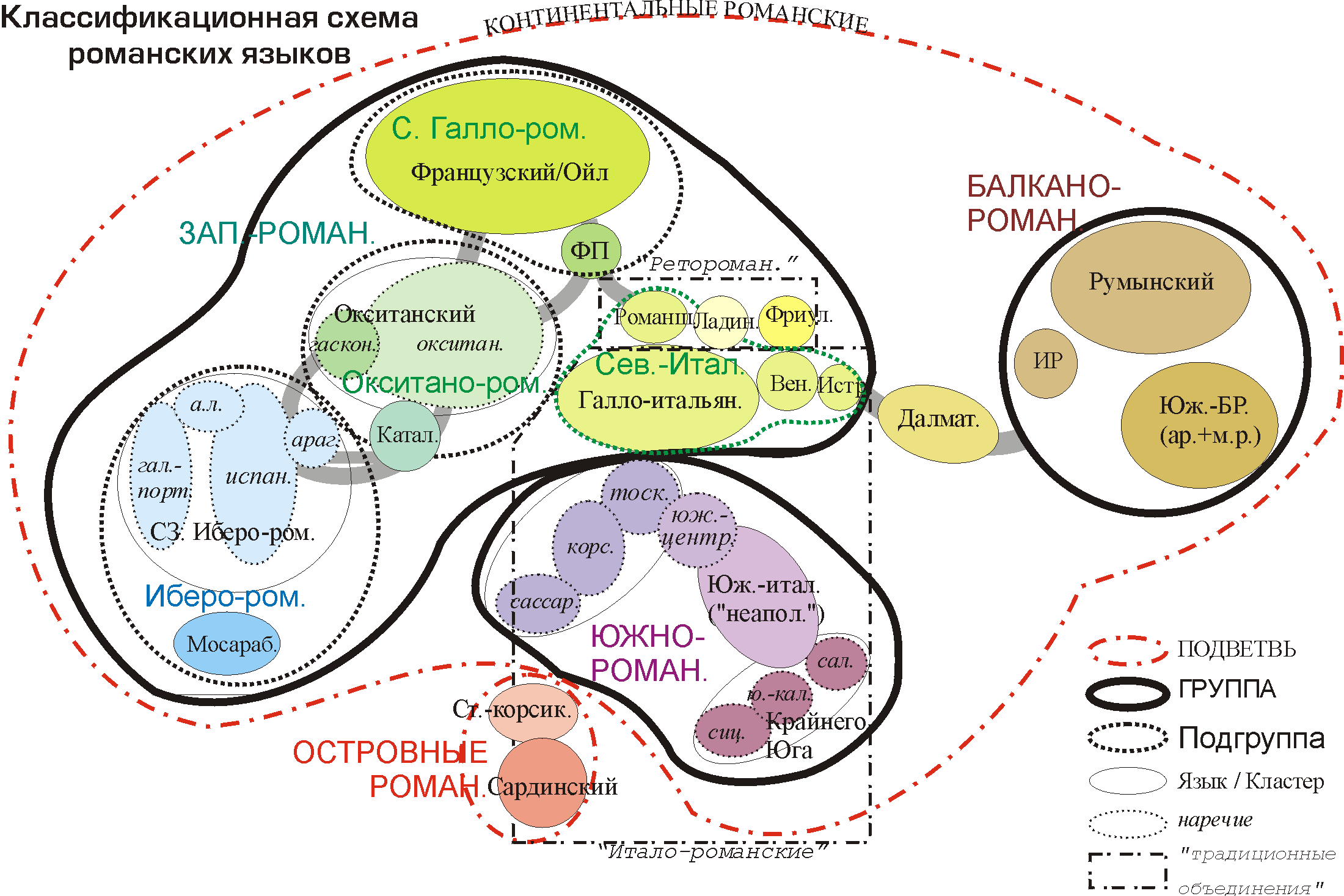
Схематическая классификация романских языков.

Западно-романские языки  (также западно-романская языковая подгруппа) — одна из двух основных подгрупп, выделяемых в составе современной группы романских языков. Структурно западно-романские языки по ряду черт противостоят так называемым восточно-романским языкам Балканского региона, хотя имеют с ними общего предка — народную латынь. Западно-романская подгруппа включает в себя свыше 30 языков, которые иногда, в зависимости от исторического и политического контекста, считаются диалектами или языковыми вариантами 6 основных языков, имеющих в настоящее время государственный статус (французский, итальянский, испанский, португальский, каталанский и ретороманский язык). Типологически западно-романским (староиспанским) является вымирающий язык ладино, на котором говорят потомки еврейских беженцев в Восточном Средиземноморье. Западно-романские языки, в особенности языки непрерывной/центральной Романии (так наз. «романского полумесяца») при этом наиболее приближены к классической латыни, поскольку, в отличие от восточно-романских, они никогда не теряли с ней связи, в том числе письменной. Французский и особенно сильно германизированный валлонский языки, сформировавшиеся на территории Северной Галлии, иногда причисляются к периферийным западно-романским языкам, поскольку содержат большое количество нетипичных для народной латыни инноваций.
Классификация западнороманских языков осложнена тем, что разные итало-романские языки имеют фактически разное происхождение. Если диалекты Северной Италии больше всего похожи на галло-романские языки, то диалекты Южной Италии имеют целый ряд общих черт с балкано-романскими языками. В стандартном итальянском языке присутствуют как западнороманские, так и восточнороманские черты. Поэтому в данной ситуации корректнее было бы все романские языки подразделять на итало-западные и восточные (балканские). В таком случае, итало-западная ветвь будет подразделяться на южно-романскую (итало-романские языки без северноитальянских языков) и собственно западнороманскую, включающую в себя северо-галло-романские, окситано-романские, галло-итальянские, рето-романские и иберо-романские языки.

## География

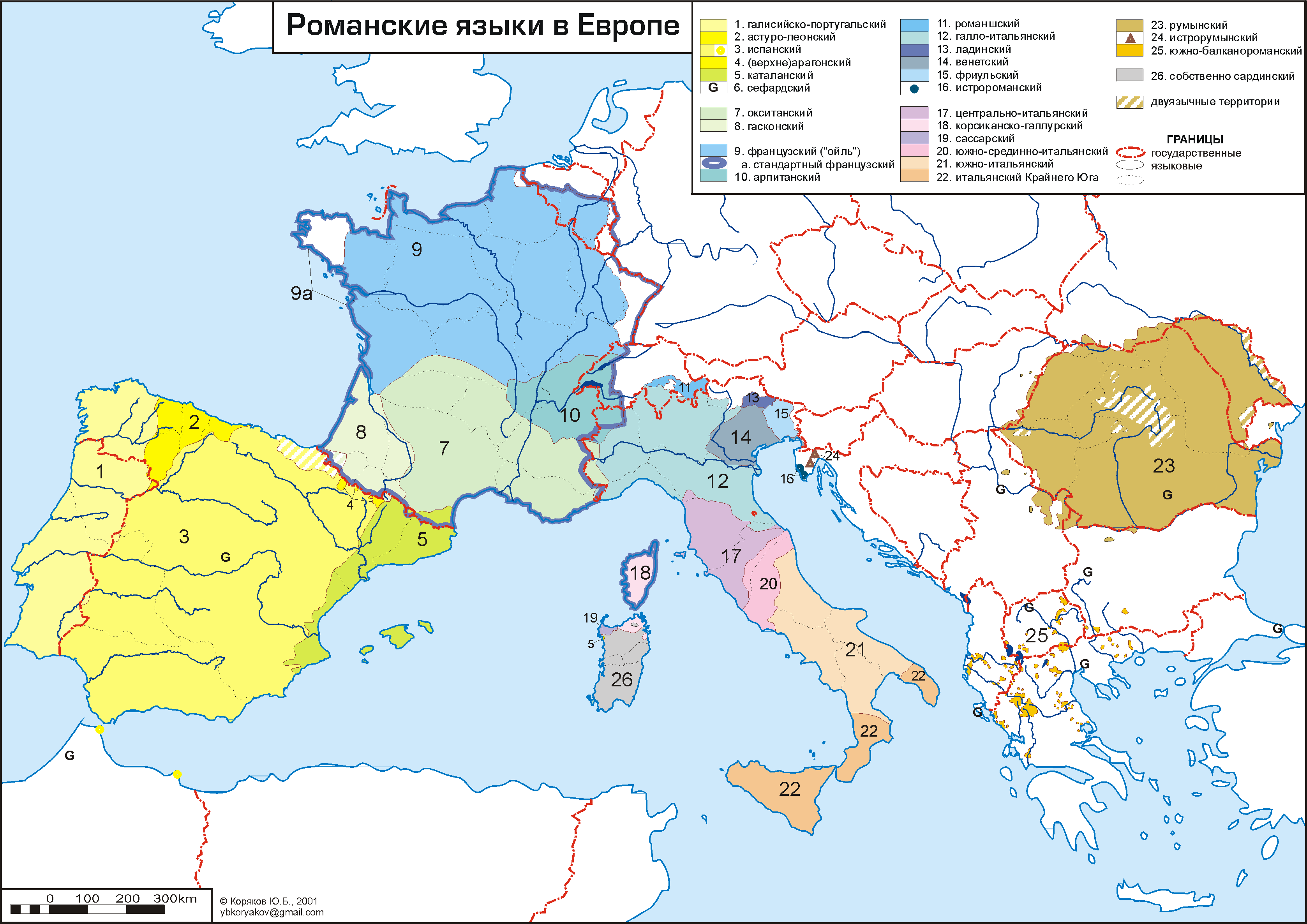
Романские языки в Европе. Западно-романские языки исторически представляют собой непрерывный диалектный континуум. На востоке коричневым цветом обозначена изолированный от них восточно-романский ареал.

Западно-романский ареал, за исключением более северного французского языка, в основном имеет естественные географические границы, целиком занимая острова и полуострова (Италия, Иберия) западного Средиземноморья. Сформировался он практически целиком на территории Западной Римской империи (так называемая Старая Романия), откуда и название. На севере западно-романского ареала приблизительная сухопутная языковая граница между романской и германской зонами установилась между V—X веками. Далее, в средние века и новое время она неоднократно сдвигалась то в одну, то в другую сторону. Западно-романские языки до начала XX века, то есть до момента появления современного образования, СМИ и централизованной государственной власти представляли собой единый диалектный континуум.
Восточно-романские языки, в свою очередь, образовались в районах влияния бывшей Восточной Римской империи и после V века полностью утратили связь с Западной Романией, поскольку ареал их носителей был изолирован в ходе массовых миграций других народов (германцев, славян, венгров).
Также, языки Западной Романии продолжали ориентироваться на традиции классической латыни и часто опирались на произносительные нормы региональных столиц и других крупных центров урбанизации. В Восточной Романии латинский алфавит вышел из употребления, так как все римские города Дакии пришли в упадок, а романоязычное население на долгое время перешло к занятию полукочевым скотоводством.

## Распространение
Западно-романская подгруппа — самая многочисленная среди романских (около 95 % всех романоязычных мира). Общее число говорящих на западнороманских языках — около 800 млн человек. Наиболее функциональны испанский язык и его многочисленные языковые варианты в странах Латинской Америки, португальский и французский. В XX веке начал быстро возрождаться каталанский язык. Внутри этих крупнейших языков имеется значительное количество региональных диалектов и говоров, большинство из которых, однако, взаимопонятны образованному человеку из-за лексической близости. В настоящее время число носителей западно-романских языков быстро увеличивается из-за естественного роста населения в Латинской Америке, Латинской Азии и Латинской Африке (так наз. странах Новой Романии). Ассимиляция носителей ретроманского в немецкоязычную среду кантона Граубюнден, Швейцария имеет обратный эффект.

## Сравнительно-исторический анализ
Структурно западно-романские языки по ряду черт противостоят так называемым восточно-романским языкам, хотя имеют с ними общего предка — народную латынь.
К ним относятся:
- сохранение классического латинского инфинитива на -re;
- препозиция артикля (по мнению некоторых лингвистов, данная черта не является признаком принадлежности к западнороманской ветви, поскольку постпозитивный артикль является балканизмом, характерным и для нероманских языков);
- отсутствие морфологической палатализации согласных;
- относительно малочисленные заимствования из других языков (до 98 % их лексики так или иначе восходит к латыни).
- Субстрат западно-романских языков носит по большей части кельтский (французский, португальский) /средиземноморский (испанский) /италийский (итальянский), а не дакийский характер, как на востоке.
- Суперстратные в Западной Романии немногочисленны (за исключением французского) и имеют германское происхождение. Для сравнения, влияние славянских языков в Восточной Романии очень сильно и отмечается на всех уровнях балкано-романских языков.